# انریکه پادیا
انریکه پادیا (انگلیسی: Enrique Padilla؛ زادهٔ ۱۲ ژوئن ۱۸۹۰ - درگذشت نامشخص) چوگان‌باز اهل آرژانتین بود.